# Siedlung Neu-Jerusalem

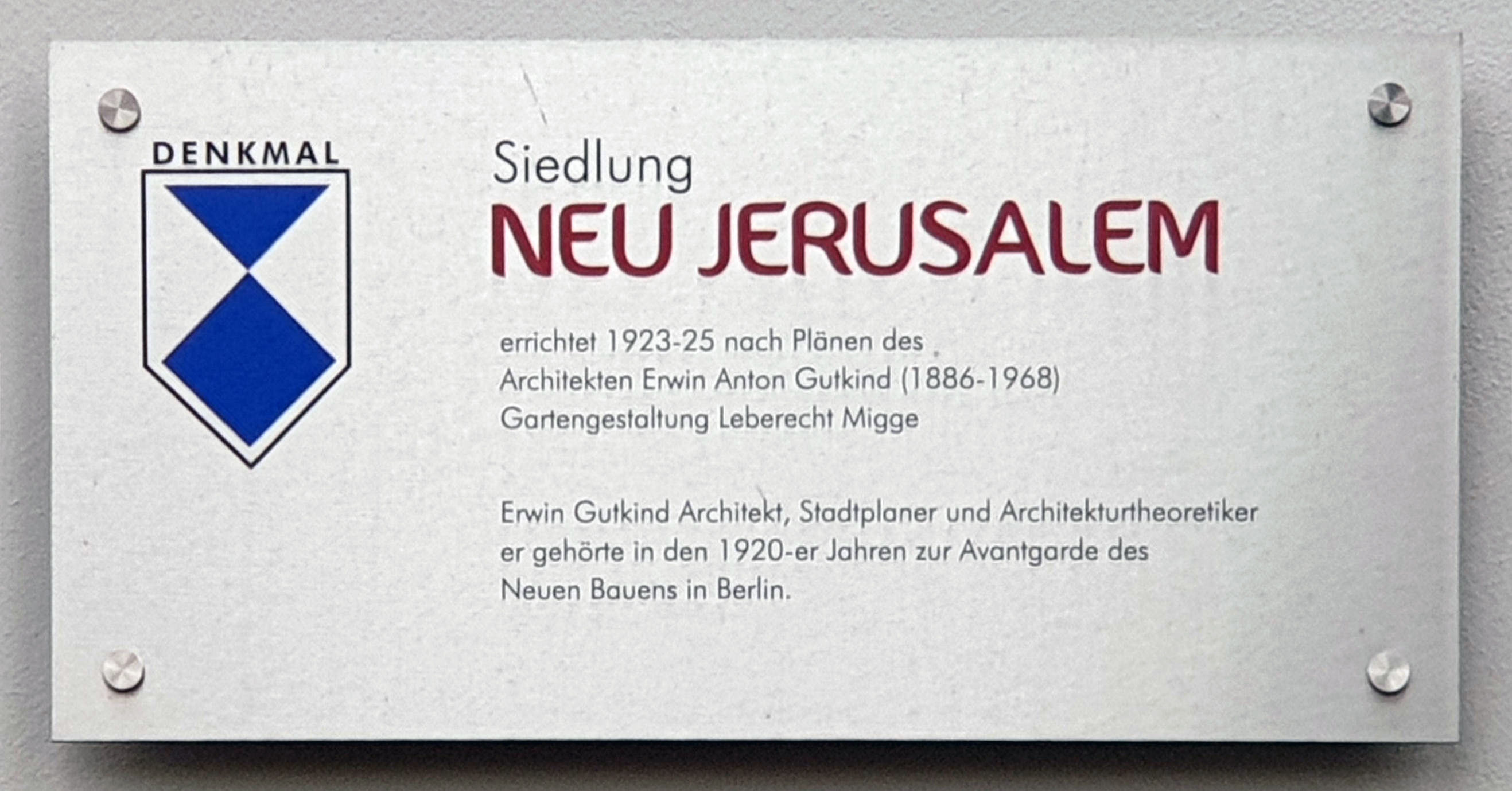
Gedenktafel für Siedlung Neu-Jerusalem in Berlin-Staaken

Die Siedlung Neu-Jerusalem ist eine seit 1992 denkmalgeschützte Wohnanlage des Neuen Bauens an der Heerstraße im Berliner Ortsteil Staaken (Bezirk Spandau), nahe der Berliner Stadtgrenze. Die Siedlung wurde 1923/1924 von dem Architekten Erwin Anton Gutkind im Kontext des Neuen Bauens geplant und 1925 fertiggestellt; für die Gartengestaltung war der Gartenarchitekt Leberecht Migge verantwortlich. Bei dem Projekt handelte es sich um eine Wohnsiedlung für Angehörige der Fliegerakademie des Luftschiffhafens Staaken mit einer Gesamtfläche von 37.611 m².
Die Anlage besteht aus 21 baugleichen Doppelhäusern (elf nördlich und zehn südlich der Heerstraße gelegen) und einem Einzelhaus. Die straßenbegleitende Reihung der einzelnen kubischen Häuser mit angegliederten eingeschossigen Nebenbauten vermittelt ein geschlossenes Siedlungsbild und umschließt die parzellierten Gartenflächen mit einer Größe von etwa 700 m² pro Doppelhaushälfte. In ihrer würfelförmigen Gestaltung und der differenzierten Staffelung der Baukörper sind die Häuser typische Beispiele für die architektonische Avantgarde der frühen 1920er Jahre. Eine horizontale Gliederung der Fassaden mit Putzflächen im Erdgeschoss und dunklem Ziegelmauerwerk im oberen Bereich verstärkte ursprünglich das gestalterische Konzept. Zunächst war jeweils eine Wohnung pro Doppelhaushälfte vorgesehen, aktuell besteht jedoch ein Doppelhaus aus vier Mietwohnungen.
Im Gegensatz zu den konventionell gemauerten Doppelhäusern entstand das Einfamilienhaus in experimenteller Fertigteilbauweise.
Im Jahr 2012 wurde die gesamte Wohnanlage über die Prinz von Sachsen Immobilien GmbH durch die Eigentümerin Northern Cross Estate GmbH (NCE), die diese Liegenschaft im Jahr 2008 vom Liegenschaftsfonds Berlin erworben hatte, entgegen den Auflagen der obersten Denkmalschutzbehörde an verschiedene neue Eigentümer verkauft.
In enger Zusammenarbeit mit der Abgeordneten von Staaken, Burgunde Grosse, Dieter Nellessen von der Unteren Denkmalschutzbehörde sowie den Eigentümern wurde 2014 der Denkmalschutzkatalog finalisiert und herausgegeben. Seit diesem Zeitpunkt kann das denkmalgeschützte Haus von Erwin Gutkind saniert werden.
Am 5. Juni 2016 wurde eine Denkmaltafel für die Siedlung Neu-Jerusalem und ihren Architekten Erwin Gutkind vom Bezirksbürgermeister von Spandau, Helmut Kleebank, sowie dem Berliner Fotografen Eduard Frelke enthüllt.

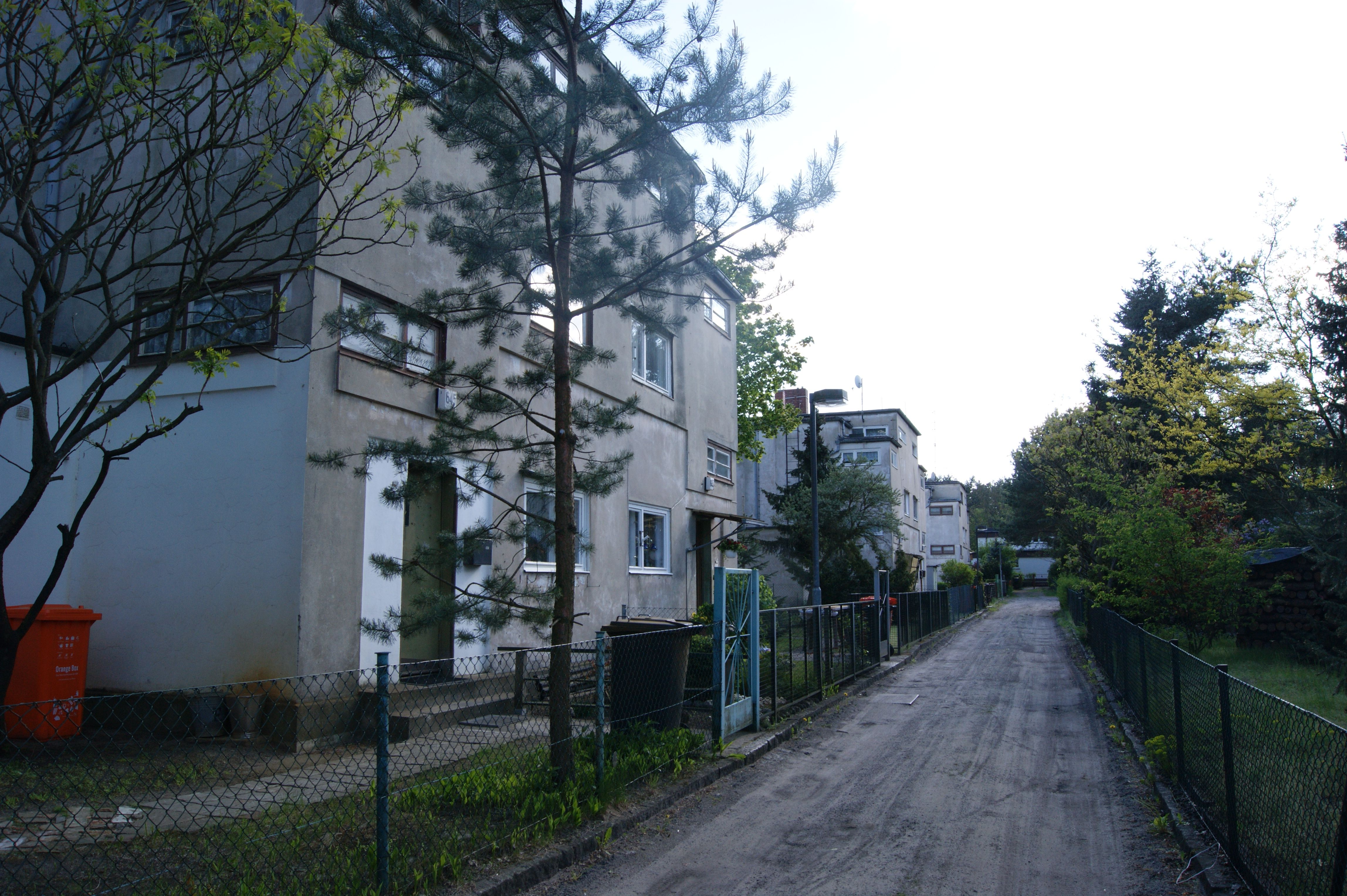
Häuser Heerstraße 645c bis 645h
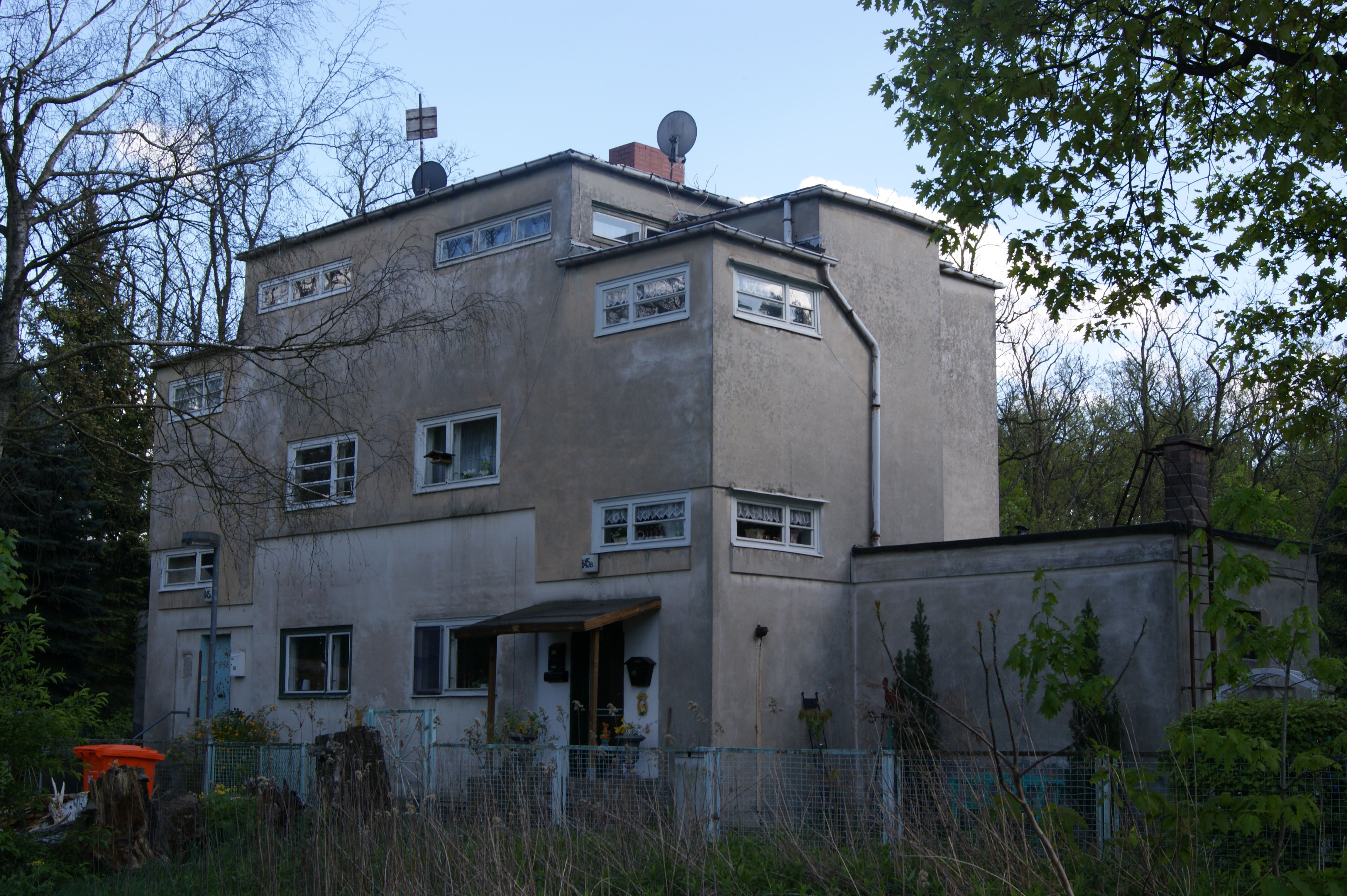
Häuser Heerstraße 645a und 645b